# Willem Roelofs
Willem Roelofs (Ámsterdam, 10 de marzo de 1822-Berchem, 12 de mayo de 1897) fue un pintor holandés acuarelista, aguafuertista, litógrafo, dibujante y entomólogo. Roelofs fue, tras el clasicismo romántico de comienzos del siglo XIX, uno de los precursores del renacimiento del Arte holandés y lideró la formación de la Escuela de La Haya. Sus paisajes, especialmente los primeros, con sus cielos nubosos, aguas en calma y poblados de ganado, son típicos de la Escuela de Barbizon.

## Biografía
Willem Roelofs nació en Ámsterdam el 10 de marzo de 1822. Cuando era joven su familia se mudó a Utrech donde su padre se convirtió en miembro de Sociedad de pintores y dibujantes en Utrech y allí recibió clases del artista Abraham Hendrik Winter. En junio de 1839 se mudó a La Haya para que el joven Willem pudiera estudiar en la Academia de Artes visuales de esa ciudad y practicar en el taller de Hendrik van de Sande Bakhuyzen.
En 1847 estuvo involucrado en la creación de la sociedad de artistas Pulchri Studio y después de eso abandonó repentinamente La Haya para ir a vivir a Bruselas donde permaneció hasta 1887.De 1866 a 1869 enseñó a Hendrik Willem Mesdag quien se acabaría convirtiendo en uno de los maestros de la Escuela de La Haya. Otros estudiantes suyos fueron: Paul Gabriël, Frans Smissaert, Willem de Famars Testas y Alexander Mollinger.
En 1850 se sintió cautivado por la Escuela de Barbizon en Fontainebleau y allí volvió otras dos veces, en 1852 y 1855. En 1856 también colaboró en la fundación de la Sociedad belga de acuarelistas en Bruselas. En 1880 y siguiendo el consejo Willem, Vincent van Gogh se matriculó en la escuela de Bellas Artes de Bruselas.
Además de la pintura Willem fue un gran apasionado de la entomología especializándose en escarabajos. Sobre ellos escribió varios artículos que se publicaron en revistas científicas ilustradas y los clasificó e identificó para el museo de historia natural de Leiden. En 1855 fundó la Asociación belga de entomología de la cual fue presidente en 1878. Su extensa colección de Curculionidae fue la base para la colección de escarabajos del museo Natuurhistorisch de Bruselas.

## Galería

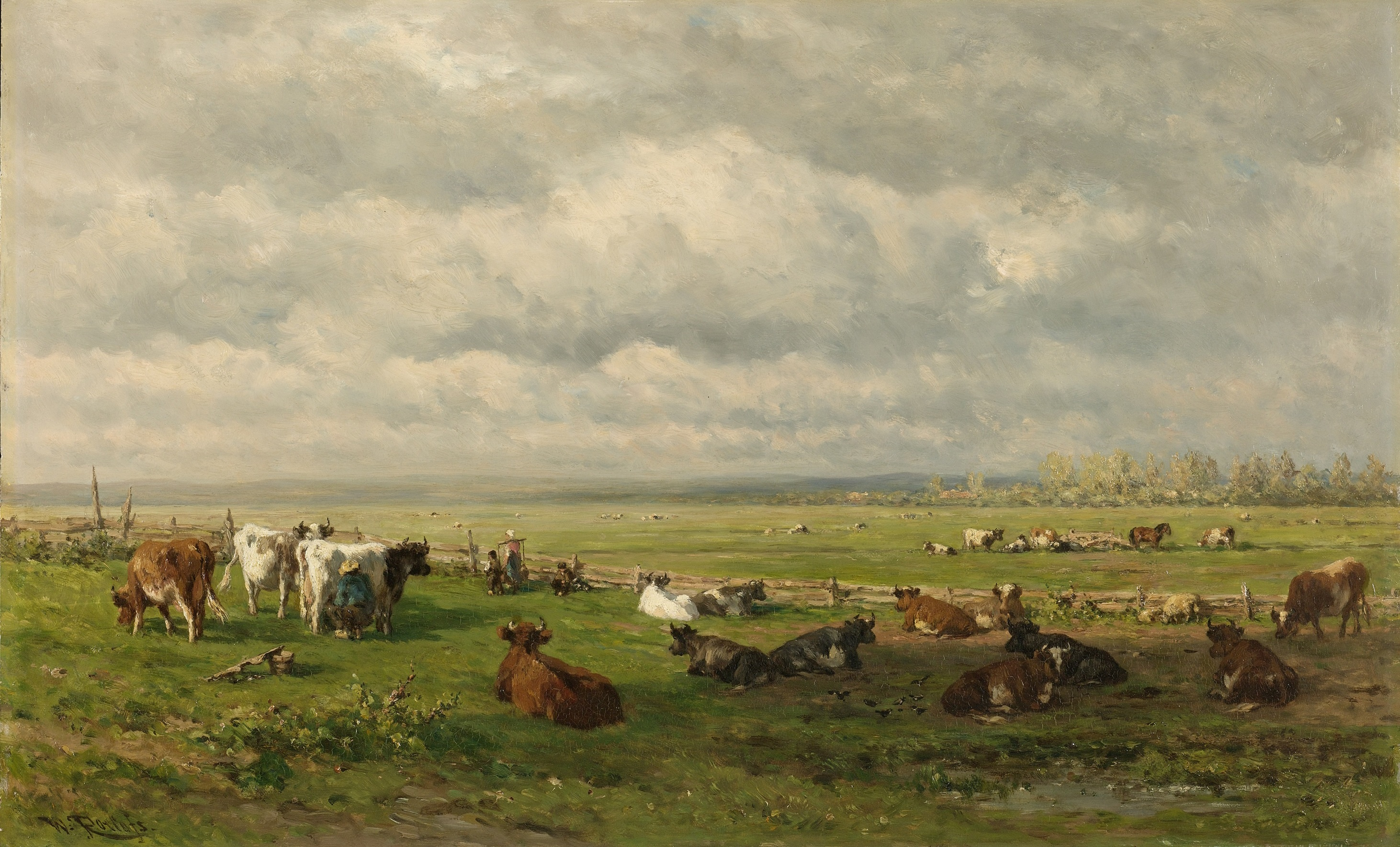
Paisaje con ganado (1880).
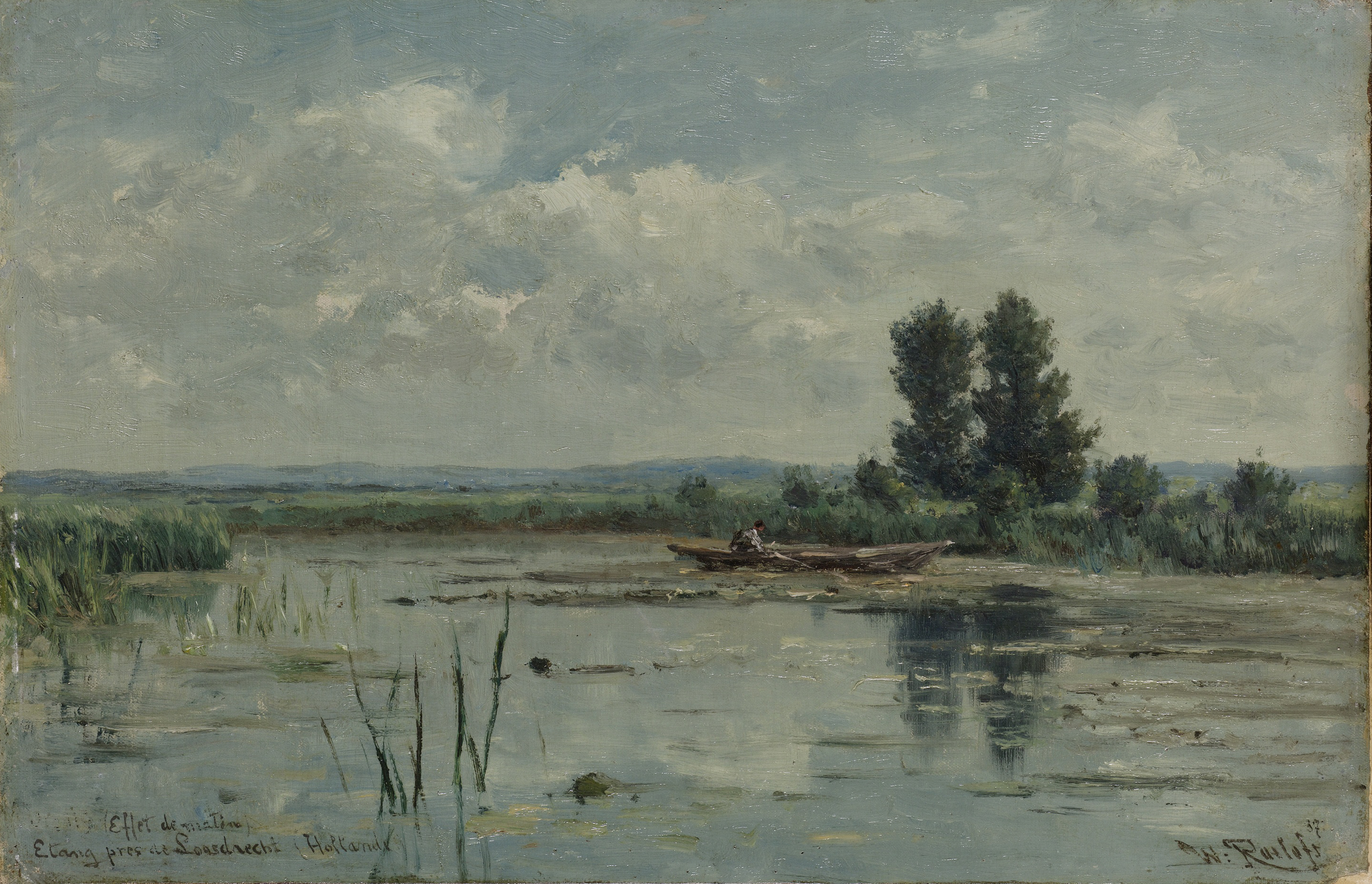
Lago cerca de Loosdrecht (1887).
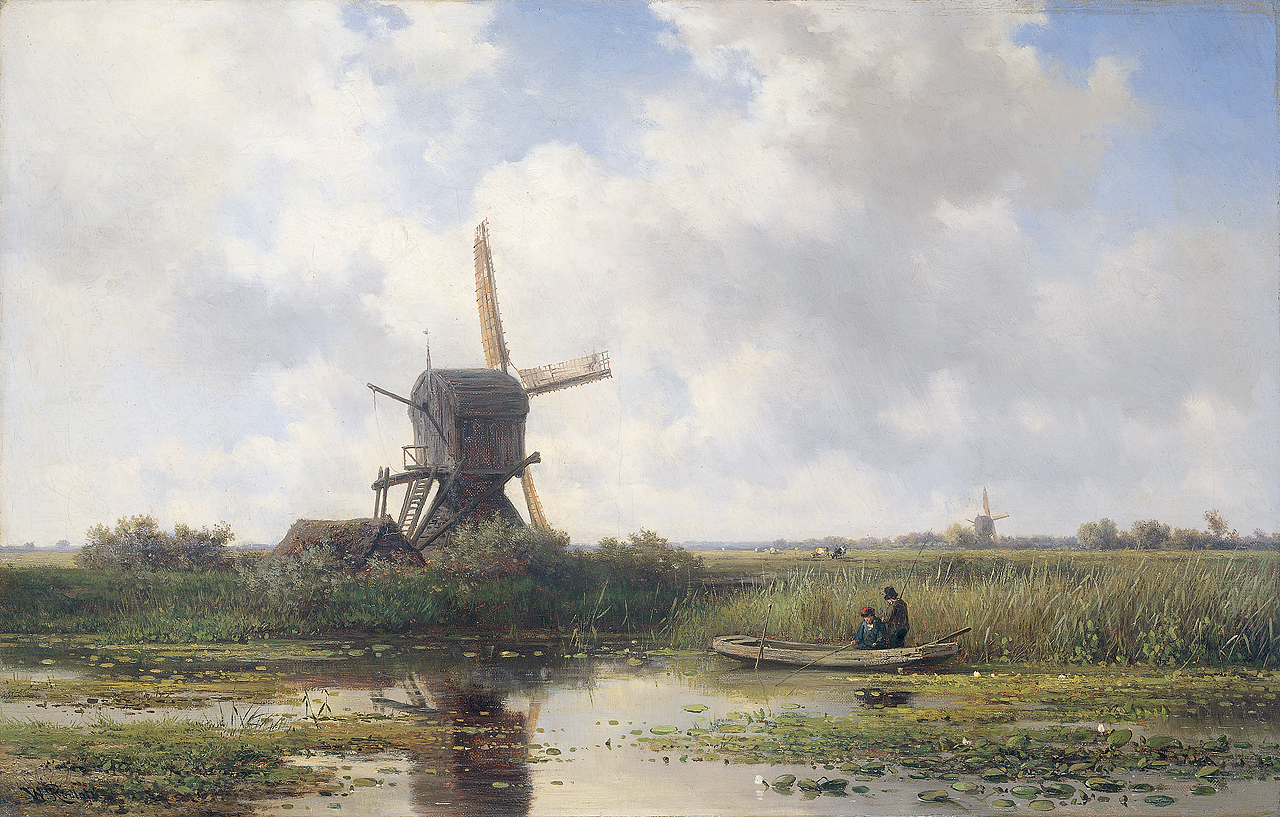
Molino (1880?).
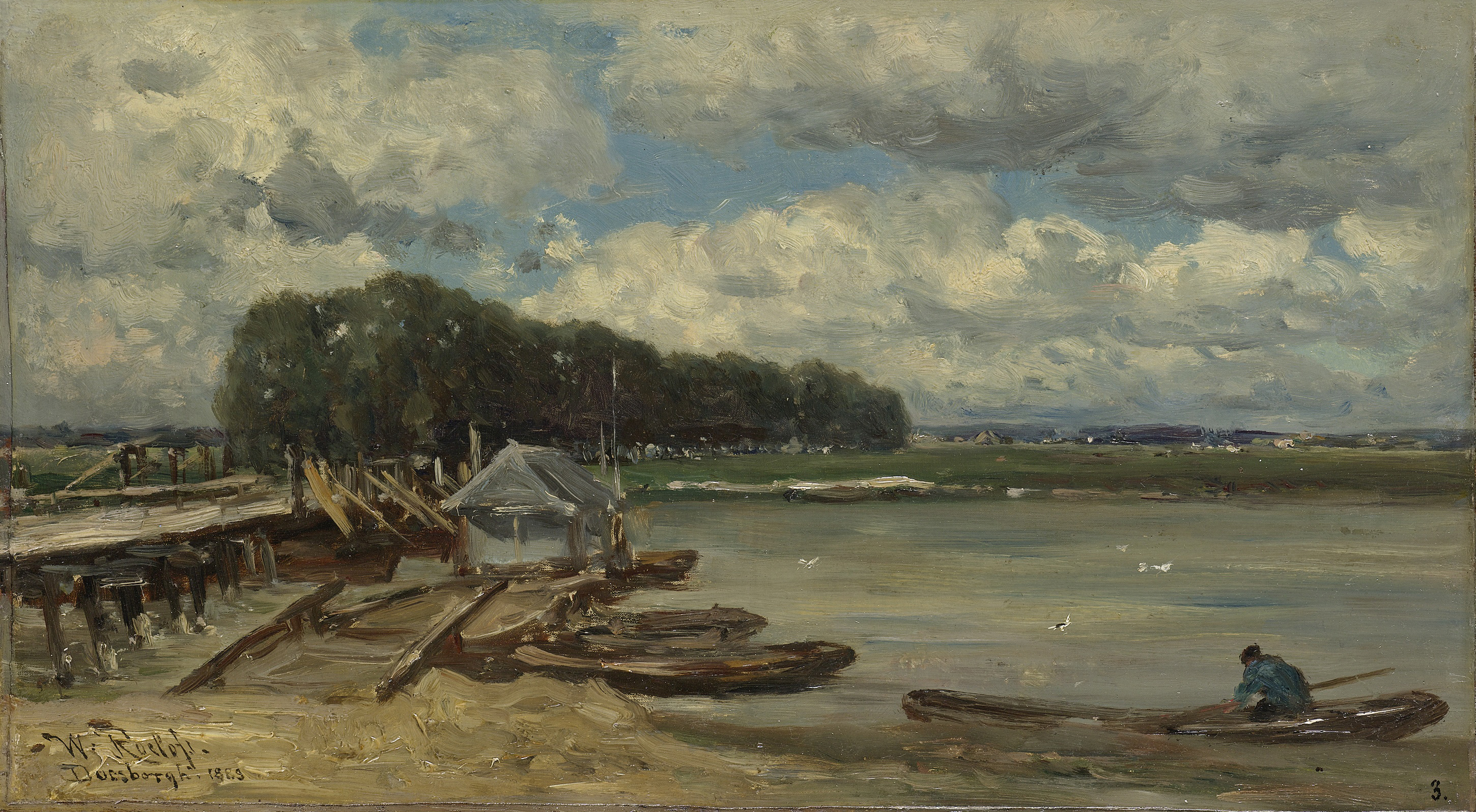
Puente sobre el río IJssel (1889).